# Kock (Powiat Lubartowski)
Kock (deutsch Kotzk) ist eine polnische Stadt im Powiat Lubartowski in der Woiwodschaft Lublin. Kock ist Sitz der gleichnamigen Stadt-und-Land-Gemeinde (gmina miejsko-wiejska). Bekannt wurde die Stadt durch den Kotzker Rebbe.

## Geographie
Kock liegt ca. 45 km nördlich von Lublin und ca. 120 km südöstlich von Warschau am Rande der Hochebene Pradolina Wieprza und Równina Łukowska. Die Stadt liegt am westlichen Verlauf der Via Jagiellonica.

## Geschichte

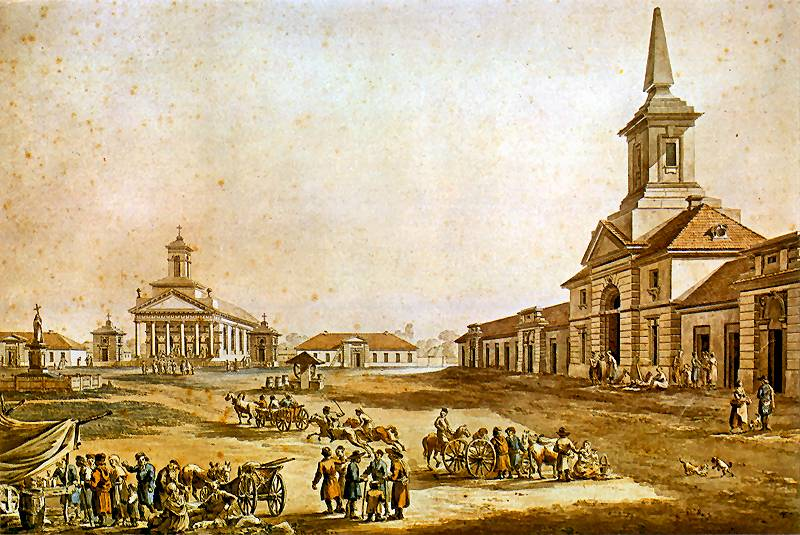
Kock im 18. Jhd.

Besiedlungsspuren gibt es auf dem Gebiet der Stadt Kock seit 5000 v. Chr. Die heutige Stadt geht auf vermutlich auf Ansiedlungen aus dem zehnten Jahrhundert zurück. 1233 befand sich die Siedlung im Besitz des Bischofs vom Płock. 1417 erhielt Kock das Stadtrecht sowie das Recht, zweimal im Jahr einen Markt abzuhalten. 1648 wurde die Stadt bei Kriegshandlungen zerstört. 1809 fand im Rahmen der Napoleonischen Kriege eine Schlacht bei Kock statt. Wegen der Beteiligung am Januaraufstand verlor die Stadt 1870 ihre Stadtrechte, diese bekam sie 1919 zurück. 1920 kam es zu schweren Kämpfen während der Schlacht bei Warschau. Ein Teil der Stadt wurde 1927 bei einem Feuer zerstört. 1939 kam es Anfang Oktober während des Überfalls auf Polen zu der Schlacht bei Kock.
1973 wurde die Gemeinde Kock in ihrer heutigen Form gebildet. Von 1975 bis 1998 gehörte das Dorf zur Woiwodschaft Lublin.

## Sehenswürdigkeiten
- Pfarrkirche von 1782

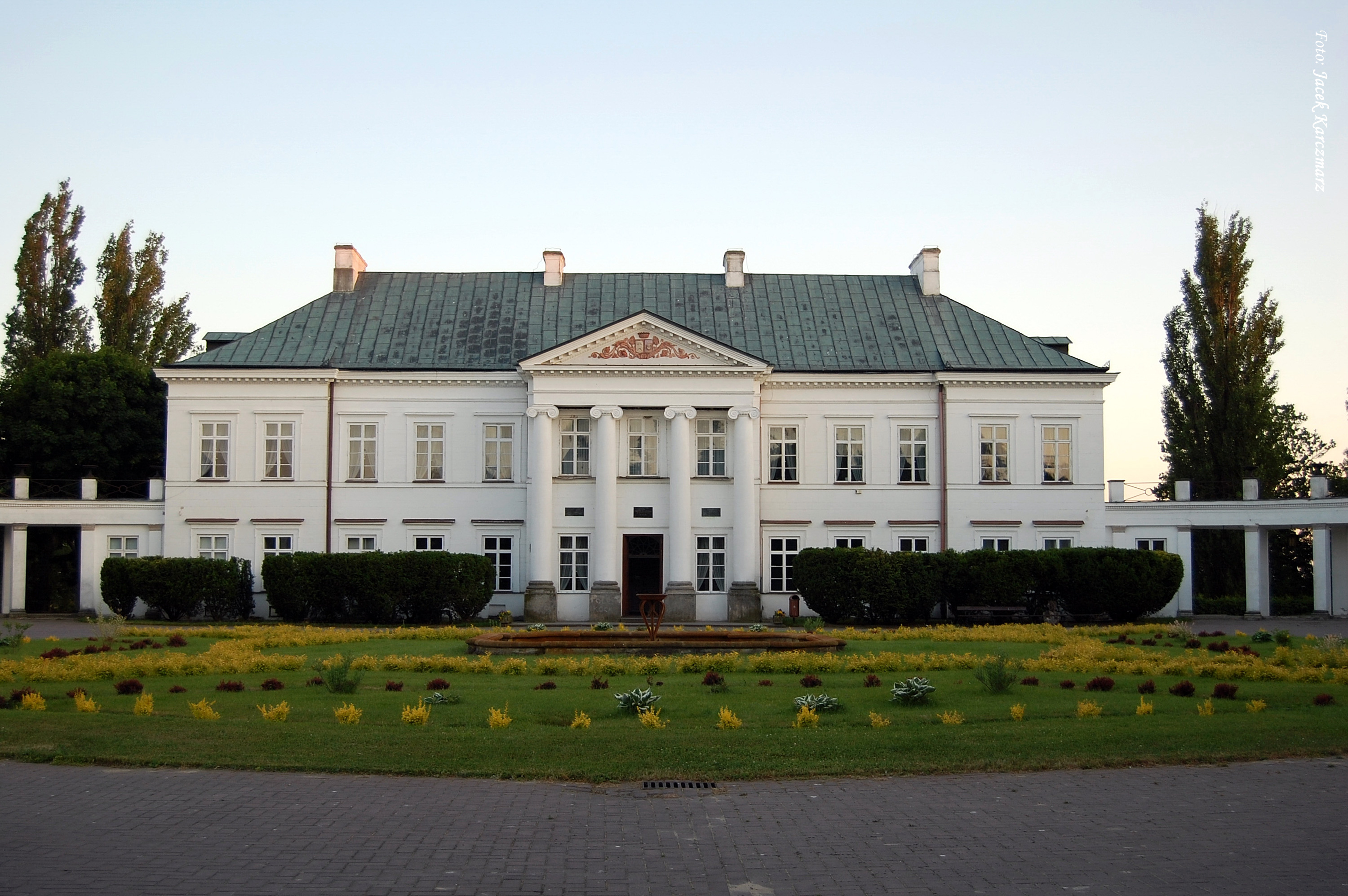
Jabłonowski-Palast

- Haus „Rabinówka“ – Haus von Menachem Mendel
- Jabłonowski-Palast – Palast der Prinzessin Anna Paulina z Sapiehów Jabłonowska auf den Grundmauern eines Palastes der Familie Firlej 1770 erbaut, Architekt: Simon Gottlieb Zug

## Gemeinde
Die Stadt-und-Land-Gemeinde hat eine Flächenausdehnung von 100,62 km². 71 % des Gemeindegebiets werden landwirtschaftlich genutzt, 17 % sind mit Wald bedeckt.

## Persönlichkeiten

### Söhne und Töchter der Stadt
- Ludwik Osiński (1775–1838), Dichter

### Persönlichkeiten, die vor Ort gewirkt haben
- Jan Firlej (1521–1574), Woiwode von Krakau, Reformator
- Jan Wielopolski (1630–1688), Großkanzler von Polen, seit 1669 Besitzer des Ortes
- Anna Jabłonowska (1728–1800), Sozialreformerin, Besitzerin des Ortes
- Berek Joselewicz (1764–1809), Oberst
- Menachem Mendel von Kotzk (1787–1859), chassidischer Rabbiner, 1859 in Kotzk verstorben